# Cantone di Rieux-Minervois
Il Cantone di Rieux-Minervois è una divisione amministrativa dell'arrondissement di Carcassonne.
È stato costituito a seguito della riforma approvata con decreto del 21 febbraio 2014, che ha avuto attuazione dopo le elezioni dipartimentali del 2015.

## Composizione
Comprende i 23 comuni di:
- Aigues-Vives
- Azille
- Bagnoles
- Cabrespine
- Castans
- Caunes-Minervois
- Citou
- Laure-Minervois
- Lespinassière
- Limousis
- Pépieux
- Peyriac-Minervois
- Puichéric
- La Redorte
- Rieux-Minervois
- Rustiques
- Saint-Frichoux
- Sallèles-Cabardès
- Trassanel
- Trausse
- Villarzel-Cabardès
- Villegly
- Villeneuve-Minervois